# مل هاریس
 مل هاریس (انگلیسی: Mel Harris؛ زادهٔ ۱۲ ژوئیهٔ ۱۹۵۶) یک هنرپیشه اهل ایالات متحده آمریکا است.
از فیلم‌هایی که وی در آن نقش داشته است، می‌توان به مستأجر اشاره کرد. 